# Під скелями (пам'ятка природи)
Під скелями — комплексна пам'ятка природи місцевого значення. Об'єкт розташований на території Надвінянського району Івано-Франківської області, Зеленське лісництво, квартал 30, виділ 2.
Площа — 0,5000 га, статус отриманий у 1972 році.